# Moftinu Mare, Satu Mare
Moftinu Mare sau Groapa (în germană Großmaitingen, în maghiară Nagymajtény) este un sat în comuna Moftin din județul Satu Mare, Transilvania, România.
 Acest articol despre o localitate din județul Satu Mare este deocamdată un ciot. Puteți ajuta Wikipedia prin completarea lui.